# Múscul artificial pneumàtic

Contracció i extensió del múscul de l'aire.

Els músculs artificials pneumàtics (PAM) són dispositius contràctils o extensius accionats per aire a pressió que omple una bufeta pneumàtica. En una aproximació dels músculs humans, els PAM solen agrupar-se en parelles: un agonista i un antagonista.
Els PAM es van desenvolupar per primera vegada (amb el nom de McKibben Artificial Muscles) a la dècada de 1950 per utilitzar-los en extremitats artificials. La companyia de cautxú Bridgestone (Japó) va comercialitzar la idea als anys vuitanta amb el nom de Rubbertuators.
La força de retracció del PAM està limitada per la suma de la força total de les fibres individuals a la capa teixida. La distància d'esforç està limitada per l'estanquitat del teixit; un teixit molt fluix permet una major protuberància, cosa que fa torçar encara més les fibres individuals del teixit.
Un exemple de configuració complexa dels músculs de l'aire és la mà destresa de desenvolupada per la companyia Shadow Robot Company, que també ven una gamma de músculs per a la seva integració en altres projectes / sistemes.

## Avantatges
Els PAM són molt lleugers perquè el seu element principal és una membrana fina. Això els permet connectar-se directament amb l'estructura que alimenten, cosa que suposa un avantatge a l’hora de plantejar-se la substitució d’un múscul defectuós. Si s’ha de substituir un múscul defectuós, sempre se sabrà la seva ubicació i la seva substitució serà més fàcil. Aquesta és una característica important, ja que la membrana està connectada a extrems rígids, la qual cosa introdueix concentracions de tensió i, per tant, possibles ruptures de membrana.
Un altre avantatge dels PAM és el seu comportament inherent de conformitat: quan s'exerceix una força sobre el PAM, "cedeix", sense augmentar la força en l'accionament. Aquesta és una característica important quan el PAM s’utilitza com a actuador en un robot que interactua amb un ésser humà o quan s’han de realitzar operacions delicades.
En els PAM, la força no només depèn de la pressió, sinó també del seu estat d'inflació. Aquest és un dels principals avantatges; el model matemàtic que admet la funcionalitat PAM és un sistema no lineal, que els facilita molt que els actuadors de cilindres pneumàtics convencionals per controlar amb precisió. La relació entre força i extensió en PAM reflecteix el que es veu en la relació longitud-tensió en sistemes musculars biològics.
La compressibilitat del gas també és un avantatge, ja que afegeix conformitat. Com passa amb altres sistemes pneumàtics, els actuadors PAM solen necessitar vàlvules elèctriques i un generador d'aire comprimit.
La naturalesa de teixit fluix de la carcassa de fibra exterior també permet als PAM ser flexibles i imitar els sistemes biològics. Si les fibres superficials estan molt danyades i es distribueixen de manera desigual deixant un buit, la bufeta interna es pot inflar a través del buit i es pot trencar. Com passa amb tots els sistemes pneumàtics, és important que no s’utilitzin quan es danyen.

## Funcionament hidràulic
Tot i que la tecnologia funciona principalment pneumàticament (a gas), no hi ha res que impedeixi que la tecnologia funcioni també hidràulicament (líquid). L’ús d’un fluid incompressible augmenta la rigidesa del sistema i redueix el comportament conforme.
El 2017, Bridgestone i l’ Institut Tecnològic de Tòquio van presentar un dispositiu d’aquest tipus amb una relació força-pes de cinc a deu vegades superior a la dels motors elèctrics i cilindres hidràulics convencionals.